# 菲尔曼斯巴赫河畔圣格奥尔根
菲尔曼斯巴赫河畔圣格奥尔根是奥地利上奥地利州因河畔布劳瑙县的一个市镇。总面积7平方公里，总人口410人，人口密度58.6人/平方公里（2005年）。